# Guizygiella salta
Guizygiella salta är en spindelart som först beskrevs av Yin och Gong 1996.  Guizygiella salta ingår i släktet Guizygiella och familjen käkspindlar. Inga underarter finns listade i Catalogue of Life.